# Allocosa chamberlini
Allocosa chamberlini là một loài nhện trong họ wolfspinnen (Lycosidae).
Loài này thuộc chi Allocosa. Allocosa chamberlini được Willis J. Gertsch miêu tả năm 1934.